# هيذر نيكلسون
هيذر نيكلسون (بالإنجليزية: Heather Nicholson)‏ هي مدافعة عن حقوق الحيوان ‏ بريطانية، ولدت في 30 يناير 1967 في شمال يوركشاير في المملكة المتحدة.